# 丹·哈倫
丹尼爾·約翰·哈倫（Daniel John Haren，1980年9月17日—），美國棒球選手，曾為芝加哥小熊先發投手。

## 高中和大學生涯
1998年，丹·哈倫畢業於加州 La Puente 的 Bishop Amat High School，獲得了 Pepperdine University 的棒球獎學金。在這裡他與比他年輕一個月左投 Noah Lowry（現為舊金山巨人投手）組成西岸聯盟最強的先發組合。2001年，Haren拿下17勝與2.22防禦率，Lowry 則拿下18勝與 1.71 防禦率。同一年的大聯盟選秀中，Lowry 在第一輪（第30順位）被舊金山巨人選中，哈倫則在第二輪（第72順位）被聖路易紅雀選中。
哈倫在紅雀農場中很快地嶄露光芒。2002年，他在1A的皮歐利亞酋長與波多馬克國民共出賽28場，防禦率2.74。2003年，只在2A的田納西煙山出賽了八場，就被拉到3A的孟菲斯紅鳥，接著升上了大聯盟。

## 大聯盟生涯

### 聖路易紅雀

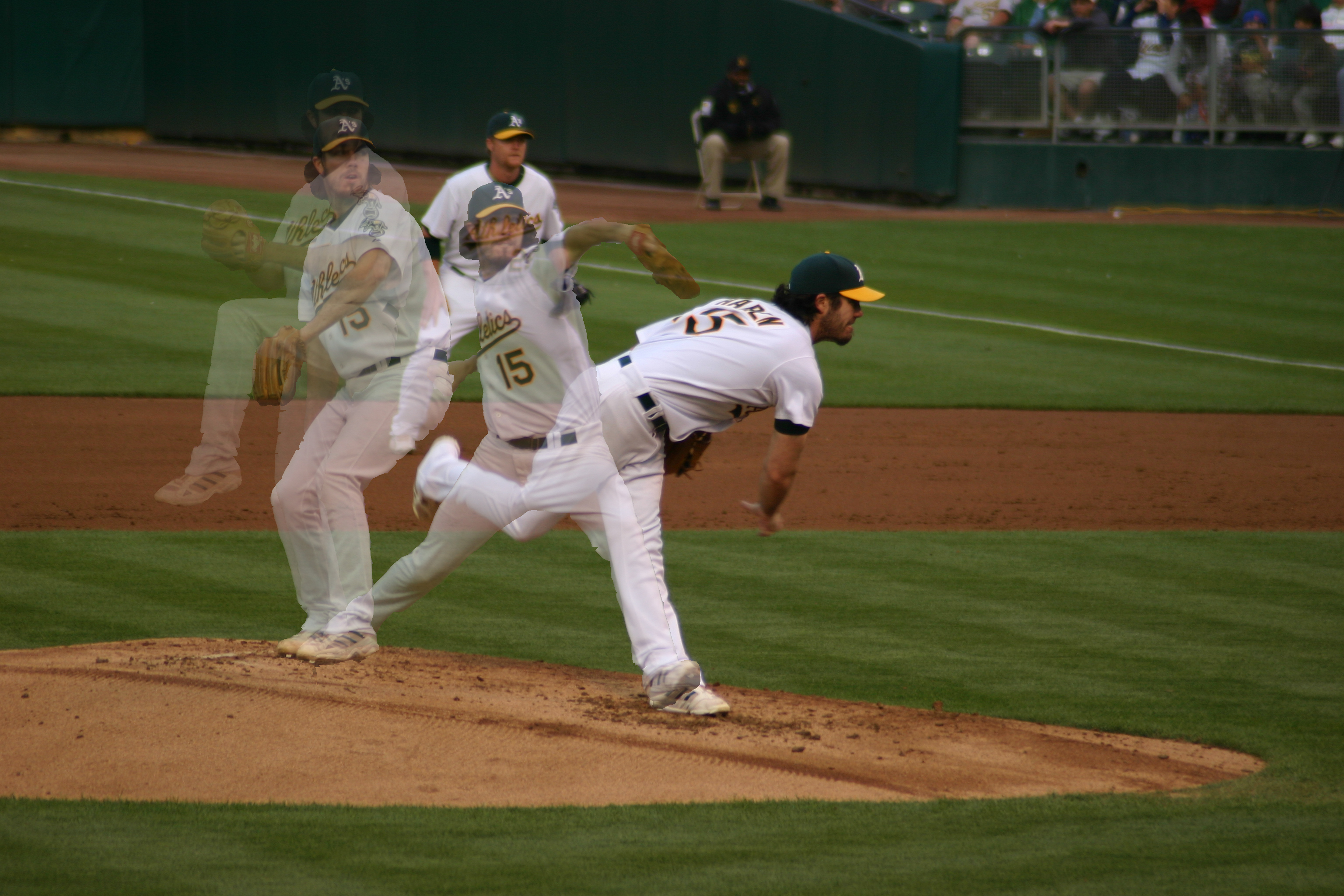
在與西雅圖水手比賽中的投球

哈倫在22歲時登上大聯盟。首場比賽雖然投得不差，但敗給了在當年國聯賽揚獎票選第二高票的傑森·施密特（Jason Schmidt）。2003年，留下了防禦率5.08的成績，但在2004年球季，他再度回到3A。哈倫在季末再度被升上大聯盟，並在季後賽出賽了兩場，其中兩次是在世界大賽。雖然紅雀隊最後被波士頓紅襪橫掃，但哈倫在他主投的4又2/3局內沒有失分。

### 奧克蘭運動家
2004年球季結束後，他與後援投手 Kiko Calero、頂級新秀 Daric Barton 一同被交易至奧克蘭運動家，換取傑出的先發投手馬克·穆德（Mark Mulder）。哈倫在他生涯的第一個完整球季，投出了14勝12敗，防禦率3.73，補上了運動家在馬克·穆德離開後的缺口。
哈倫在成為運動家一員後，他終於有機會在灣區大戰對上舊金山巨人。巧合的是，他兩度與他的好友及前隊友諾亞·洛瑞（Noah Lowry）正面對決，哈倫在這兩場都拿下勝投。
哈倫與 Lowry 曾住在南舊金山同一公寓裡。但現在哈倫與他妻子住在亞利桑那。他與妻子潔西卡是在2006年11月17日結婚，目前有個兒子 Rhett。
2005年，丹·哈倫在美聯多項排行榜中擠進前10名：投球局數217局，美聯第9；三振163次，美聯第6；完投3次，美聯第4。
雖然哈倫的保送次數低，被安打數不多，以及有一定程度的三振，但是他在早期的投球內容十分不穩定。在某些先發場次中可以看出他無法避免被擊出全壘打，或是解決危機的能力。然而，在2007年，哈倫成了非常穩定的先發投手，每次先發責失分不超過5分，減少被安打及保送次數，而且投球相當犀利。
2007年，哈倫以15勝名列美聯前十名，192次三振排名第15，更以3.07的防禦率名列美聯第3。他也是2007年明星賽的先發投手，比賽最後由美聯獲勝。
2007年12月14日，丹·哈倫與 Connor Robertson 一同被交易至亞利桑那響尾蛇，換來卡洛斯·岡薩雷茲，布雷特·安德森（Brett Anderson），Aaron Cunningham，葛雷格·史密斯（Greg Smith），Dana Eveland 與克里斯·卡特（Chris Carter）。

### 亞利桑那響尾蛇
他在亞利桑那響尾蛇的第一個球季，與隊友布蘭登·偉伯一同入選2008年明星賽。
2008年8月6日，哈倫與響尾蛇簽下一紙4年4475萬美金及2013年球隊選擇權的合約。

### 洛杉磯天使
2010年7月25日，洛杉磯天使以先發投手喬·桑德斯和兩名小聯盟投手及稍後宣布的球員交易哈倫。

### 華盛頓國民
2012年12月5日，國民與哈倫達成1年1300萬美元合約協議。

## 歷年成績
| 年度 | 球隊   | 勝投 | 敗投 | 場次 | 先發 | 完投 | 完封 | 完了 | 救援 | 中繼 | 局數  | 被安打 | 失分 | 自責分 | 被全壘打 | 保送 | 三振 | 死球 | 暴投 | 打者 | 防禦率 | WHIP  |
| ---- | ------ | ---- | ---- | ---- | ---- | ---- | ---- | ---- | ---- | ---- | ----- | ------ | ---- | ------ | -------- | ---- | ---- | ---- | ---- | ---- | ------ | ----- |
| 2003 | 紅雀   | 3    | 7    | 14   | 14   | 0    | 0    | 0    | 0    | 0    | 72.2  | 84     | 44   | 41     | 9        | 22   | 43   | 5    | 3    | 320  | 5.08   | 1.459 |
| 2004 | 紅雀   | 3    | 3    | 14   | 5    | 0    | 0    | 2    | 0    | 0    | 46.0  | 45     | 23   | 23     | 4        | 17   | 32   | 2    | 1    | 195  | 4.50   | 1.348 |
| 2005 | 運動家 | 14   | 12   | 34   | 34   | 3    | 0    | 0    | 0    | 0    | 217.0 | 212    | 101  | 90     | 26       | 53   | 163  | 6    | 6    | 897  | 3.73   | 1.221 |
| 2006 | 運動家 | 14   | 13   | 34   | 34   | 2    | 0    | 0    | 0    | 0    | 223.0 | 224    | 109  | 102    | 31       | 45   | 176  | 10   | 10   | 930  | 4.12   | 1.206 |
| 2007 | 運動家 | 15   | 9    | 34   | 34   | 0    | 0    | 0    | 0    | 0    | 222.2 | 214    | 91   | 76     | 25       | 55   | 192  | 3    | 10   | 935  | 3.07   | 1.208 |
| 生涯 | 5年    | 49   | 44   | 130  | 121  | 5    | 0    | 2    | 0    | 0    | 781.1 | 779    | 368  | 332    | 94       | 192  | 606  | 26   | 30   | 3277 | 4.31   | 1.243 |

## 投球風格
到天使後改變風格，丹·哈倫擁有89–92英哩的快速球（最快可達97英哩），犀利的卡特球，再搭配伸卡球和快速指叉球以及曲球還有不常使用的變速球與滑球。利用卡特球和直球搶好球數，再用直球、曲球、滑球或快速指叉球三振打者，狀況好的時候，他能投出大量三振，並且是全聯盟擁有最佳三振／保送比的先發投手之一，但是被全壘打數稍多。

## 外部連結
- 球員資訊和成績在MLB，ESPN，Baseball-Reference，Fangraphs，The Baseball Cube（英文）
- 丹·哈倫的 MLBlog（页面存档备份，存于）

| 前任： 肯尼·羅傑斯     | 美國聯盟明星賽先發投手 2007     | 繼任： 克里夫·李    |
| 前任： 洛伊·哈勒戴     | 美國聯盟當月最佳投手 2007年5月  | 繼任： J. J. Putz   |
| 前任： Todd Wellemeyer | 國家聯盟 當月最佳投手 2008年6月 | 繼任： C.C.薩巴西亞 |